# 全日本鍼灸学会
公益社団法人全日本鍼灸学会（ぜんにほんしんきゅうがくかい）は、日本における鍼灸系学術団体の中で最大規模の組織で、鍼灸に関する様々な研究・論文発表事業などを実施している公益社団法人。1948年に日本鍼灸学会として設立、1951年に日本鍼灸治療学会が設立し、1975年に日本鍼灸学会が日本鍼灸医学会と改名、1980年に社団法人化を機に両団体が統合して発足。設立の代表者は高木健太郎である。
英語名は Japan Society of Acupuncture and Moxibustion である。

## 事業
- 鍼灸に関する研究発表会及び学術講演会等の開催、調査研究。
- 学会誌、学術図書及び資料の刊行。
- 研修等。

## 学会誌
- 「全日本鍼灸学会雑誌（Journal of the Japan Society of Acupuncture and Moxibustion）」

## 関連事項
- 鍼灸／医学
- 鍼灸師／医師
- 学会の一覧／研究会